# Steve Smith (Stabhochspringer)
Stephen Norwood „Steve“ Smith (* 24. November 1951 in Long Beach, Kalifornien; † 23. September 2020) war ein US-amerikanischer Leichtathlet, der zeitweise den Weltrekord im Stabhochsprung hielt. 1973 führte er die Weltrangliste an.

## Leben
Smith lebte immer im Großraum Los Angeles, absolvierte die South Torrance High School, war 1968 kalifornischer Highschool-Meister im Stabhochsprung, wobei er Bob Richards, den Sohn des gleichnamigen mehrfachen Olympiasiegers Bob Richards schlug.
Aufgrund seiner sportlichen Leistungen bekam er ein volles Leichtathletikstipendum an der University of Southern California. Er begann dort sein Studium, als sein künftig langjähriger Rivale Bob Seagren an derselben Hochschule sein Studium beendete. Nach einem Jahr verließ er die Hochschule und wechselte zur weniger anspruchsvollen Long Beach State. Hier durfte er jedoch nicht mit seinem langjährigen Trainer Dick Tomlinson weitertrainieren, sodass er diese Hochschule ebenfalls verließ und nun für den Pacific Coast Club startete.
1972 wurde er Zweiter hinter dem späteren Olympiasieger Seagren bei den U.S. Olympic Trials und qualifizierte sich damit für die Olympischen Spiele 1972 in München. Dort erlebte er jedoch ein Desaster und wurde nur 18. Bei den Olympischen Spielen durfte er nicht mehr mit seinem weichen Stab springen, der kurz vor den Spielen von der IAAF verboten worden war, da er nur einer begrenzten Anzahl von vor allem amerikanischen Springern – und nicht wie vorgeschrieben allen – zur Verfügung stand.
In der Folge konzentrierte sich Smith nur noch auf Stabhochsprung und verbesserte in der folgenden Hallensaison mehrfach den Weltrekord. Er war der erste Springer, der die in den USA besonders wichtigen 18 Fuß überquerte. In der Folge wurde Smith dann Berufssportler bei der International Track Association, die die Duelle zwischen ihm und Seagren zelebrierte. Hierbei sprang er am 28. Mai 1975 mit 5,61 m Freiluft-Weltrekord in New York City.
Nach dem Niedergang der ITA 1976 bemühte sich Smith um Reamateurisierung. Diese erhielt er 1979, wurde bei den US Trials für die Olympischen Sommerspiele 1980 jedoch nur Vierter. 1983 beendete er seine Karriere nach einem Autounfall. Er arbeitete danach in Südkalifornien als Immobilienmakler. Zu seiner aktiven Zeit war er 1,85 m groß und wog 82 kg.